# Act Prohibiting Importation of Slaves
De Act Prohibiting Importation of Slaves is een federale wet in de Verenigde Staten, ondertekend door president Thomas Jefferson op 2 maart 1807, die een verbod instelde op de invoer van slaven naar de Verenigde Staten.
De wet trad in werking op 1 januari 1808, het vroegst mogelijke jaar van inwerkingtreding volgens de Grondwet van de Verenigde Staten. De Grondwet verzekerde immers in zijn artikel 1, sectie 9 de verderzetting van de slavenhandel voor minstens 20 jaar:

The Migration or Importation of such Persons as any of the States now existing shall think proper to admit, shall not be prohibited by the Congress prior to the Year one thousand eight hundred and eight, but a Tax or duty may be imposed on such Importation, not exceeding ten dollars for each Person.
— Artikel 1, sectie 9 van de Amerikaanse Grondwet

Deze wet werd ingevoerd tijdens het presidentschap van Thomas Jefferson, die al tijdens zijn State of the Union van 1806 opriep om zulke wet in te voeren. De Act Prohibiting Importation of Slaves was een weerspiegeling van de trend naar een verbod op internationale slavenhandel, waarbij de staat Virginia en nadien ook de andere staten beperkingen en verboden op de internationale slavenhandel zouden uitvaardigen. South Carolina had dit verbod ondertussen evenwel teruggedraaid.
Het Amerikaanse Congres nam in 1794 voor het eerst maatregelen tegen de internationale slavenhandel in de Slave Trade Act of 1794. De nieuwe wet van 1807 ging vervolgens over tot een volledig verbod, waardoor het invoeren van slaven een misdrijf werd. Het verbod werd echter niet steeds afgedwongen, daar er in beperkte mate op illegale wijze slaven werden ingevoerd.
Belangrijk is dat de binnenlandse slavenhandel binnen de Verenigde Staten niet onder de wet van 1807 viel en dus volkomen legaal bleef.